# One Life, One Death
One Life, One Death é o décimo primeiro álbum de estúdio da banda japonesa Buck-Tick, lançado em 20 de setembro de 2000 pela gravadora BMG Funhouse. Uma remasterização foi lançada em 29 de dezembro de 2017.

## Recepção
Alcançou a décima primeira posição nas paradas da Oricon Albums Chart e vendeu cerca de 40,000 cópias.

## Faixas
| N.º            | Título                                                              | Letras         | Música         | Duração |  |
| 1.             | "Baby, I Want You."                                                 | Sakurai        | Imai           | 4:58    |  |
| 2.             | "Check Up"                                                          | Imai           | Imai           | 5:45    |  |
| 3.             | "Glamorous -Fluxus-"                                                | Sakurai        | Imai           | 4:35    |  |
| 4.             | "Cyborg Dolly: Sora-mimi: Phantom" (細胞具ドリー: ソラミミ:PHANTOM) | Imai           | Imai           | 4:12    |  |
| 5.             | "Cain" (カイン)                                                     | Sakurai        | Imai           | 4:39    |  |
| 6.             | "Death Wish"                                                        | Sakurai        | Hide           | 4:19    |  |
| 7.             | "Megami" (女神)                                                     | Sakurai        | Hide           | 4:39    |  |
| 8.             | "Sapphire" (サファイア)                                             | Sakurai        | Imai           | 4:55    |  |
| 9.             | "Rhapsody"                                                          | Imai           | Imai           | 5:59    |  |
| 10.            | "Flame"                                                             | Sakurai        | Imai           | 5:41    |  |
| Duração total: | Duração total:                                                      | Duração total: | Duração total: | 49:46   |  |

## Créditos

### Buck-Tick
- Atsushi Sakurai - vocal
- Hisashi Imai - guitarra solo, vocais de apoio
- Hidehiko "Hide" Hoshino - guitarra rítmica
- Yutaka "U-ta" Higuchi - baixo
- Toll Yagami - bateria
- produzido e arranjado por Buck-Tick

### Músicos adicionais
- Kazutoshi Yokoyama - manipulação e teclado

### Produção
- Hitoshi Hiruma - coprodução, gravação e mixação
- Ken-ichi Arai - engenharia adicional
- Toshiro Honkawa, Kaori Miyazaki - engenheiros assistentes
- Tohru Kotetsu - masterização
- Kazuyuki Hikita - coordenador visual
- Takahiro Chiba - gerenciamento artístico
- Ken Sakaguchi - direção de arte
- Hiromi Yoshizawa - produtor executivo
- Hiroshi Sakuma - promotor de vendas